# Philip Noel-Baker
Philip John Noel-Baker, Baron Noel-Baker, född 1 november 1889, död 8 oktober 1982 var en brittisk politiker, diplomat, akademiker och friidrottare. Han belönades med Nobels fredspris 1959.
Noel-Baker hade under åren 1945-1951 olika poster i Clement Attlees regering, bl.a. som samväldesminister. Han var engagerad i internationella nedrustningsfrågor och deltog aktivt vid bildandet av både Nationernas förbund och FN.

## Studier
Philip Noel-Bakers far Joseph Allen Baker föddes i Kanada och var kväkare och pacifist. Fadern flyttade till England för att starta en maskintillverkningsindustri och satt i London County Council och Brittiska underhuset.
Philip Baker studerade vid Bootham School och Ackworth School i York och sedan på Haverford College i Pennsylvania och därefter gick han på  King's College, Cambridge åren 1910-1912.  Han var en duktig student och han blev ordförande för Cambridge Union Society och Cambridge University Athletic Club. Före första världskriget studerade han även en tid i München och Paris.

## Första världskriget
Under första världskriget organiserade och ledde Baker Friends' Ambulance Unit som var ansluten till fronten i Frankrike (1914–1915), och därefter, som vapenvägrare från 1916, var han adjutant för First British Ambulance Unit för Italien (1915–1918), något som gav honom militära utmärkelser både från Frankrike, Italien och Storbritannien.

## Friidrott
Baker deltog i olympiska sommarspelen 1912 i Stockholm. Vid olympiska sommarspelen 1920 i Antwerpen och OS 1924 i Paris var han både deltagare och förbundskapten för det brittiska löparlaget. I Antwerpen tog han silver på 1 500 meter. Det brittiska löparlagets framgångar i Paris 1924 blev senare mer kända i filmen Triumfens ögonblick, även om Noel-Bakers del i dessa inte visas i filmen.

## Politisk karriär
Efter kriget var Noel-Baker i hög grad inblandad i skapandet av Nationernas förbund, som assistent till Lord Robert Cecil och Sir Eric Drummond, förbundets första generalsekreterare. Han var även rådgivare till Fridtjof Nansen. Han hade även en akademisk karriär som den förste Sir Ernest Cassel Professor of International Relations vid University of London mellan 1924 och 1929 och som föreläsare på Yale University mellan 1933 och 1934.
Hans politiska karriär inom Labour inleddes 1924 då han kandiderade till parlamentet, men inte tog sig in. Han blev invald för Coventry  1929, men förlorade sin plats 1931. År 1936 vann Noel-Baker ett fyllnadsval i Derby efter att den sittande parlamentsledamoten J. H. Thomas avgått; platsen delades 1950, och han satt för Derby South fram till 1970. År 1977, blev han life peer som  Baron Noel-Baker, för City of Derby.
Förutom att han var parlamentssekreterare under andra världskriget, under Winston Churchill,  hade han olika poster under Clement Attlees regering. Han var betydande inom Labour, och var ordförande för partiet 1946. I mitten av 1940-talet var Noel-Baker brittisk delegat till vad som blev FN, och hjälpte till att utforma olika regler och förordningar.

## Privatliv
Philip Baker gifte sig med Irene Noel, en fältsjuksköterska i East Grinstead och tog namnet Noel-Baker. Deras ende son Francis Noel-Baker blev parlamentsledamot och satt i underhuset tillsammans med fadern. Äktenskapet var inte lyckligt och Philip Noel-Bakers älskarinna från 1936 var Megan Lloyd George, dotter till den tidigare partiledaren för Liberal Party David Lloyd George, även hon var parlamentsledamot, först för liberalerna och sedan för Labour. Affären tog slut i samband med Irenes död 1956. Philip Noel-Baker avled 92 år gammal i Westminster och begravdes vid sin hustrus sida i  Heyshott, West Sussex.